# Bučovice
Bučovice (in tedesco Butschowitz) è una città della Repubblica Ceca facente parte del distretto di Vyškov, in Moravia Meridionale.

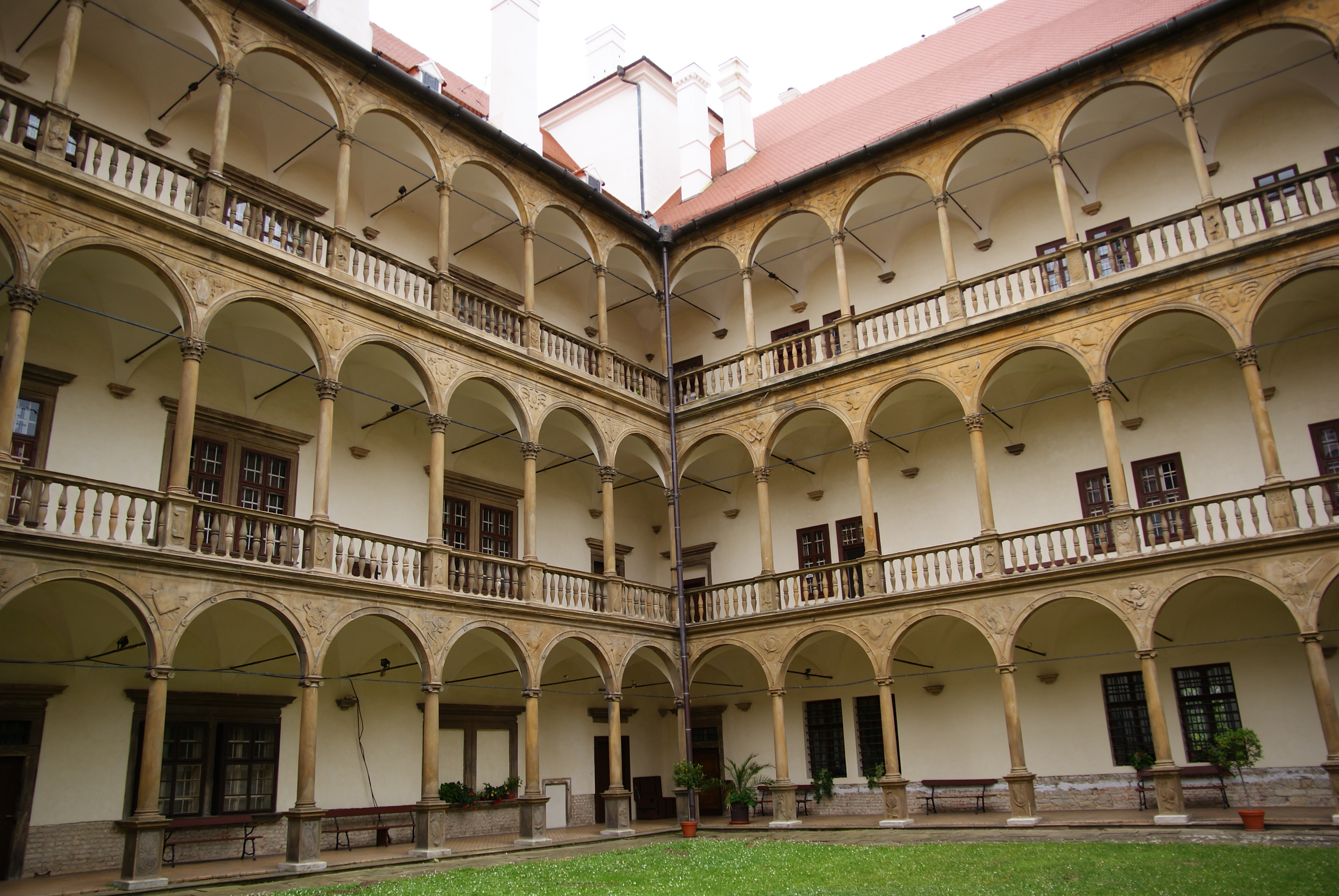
La corte porticata

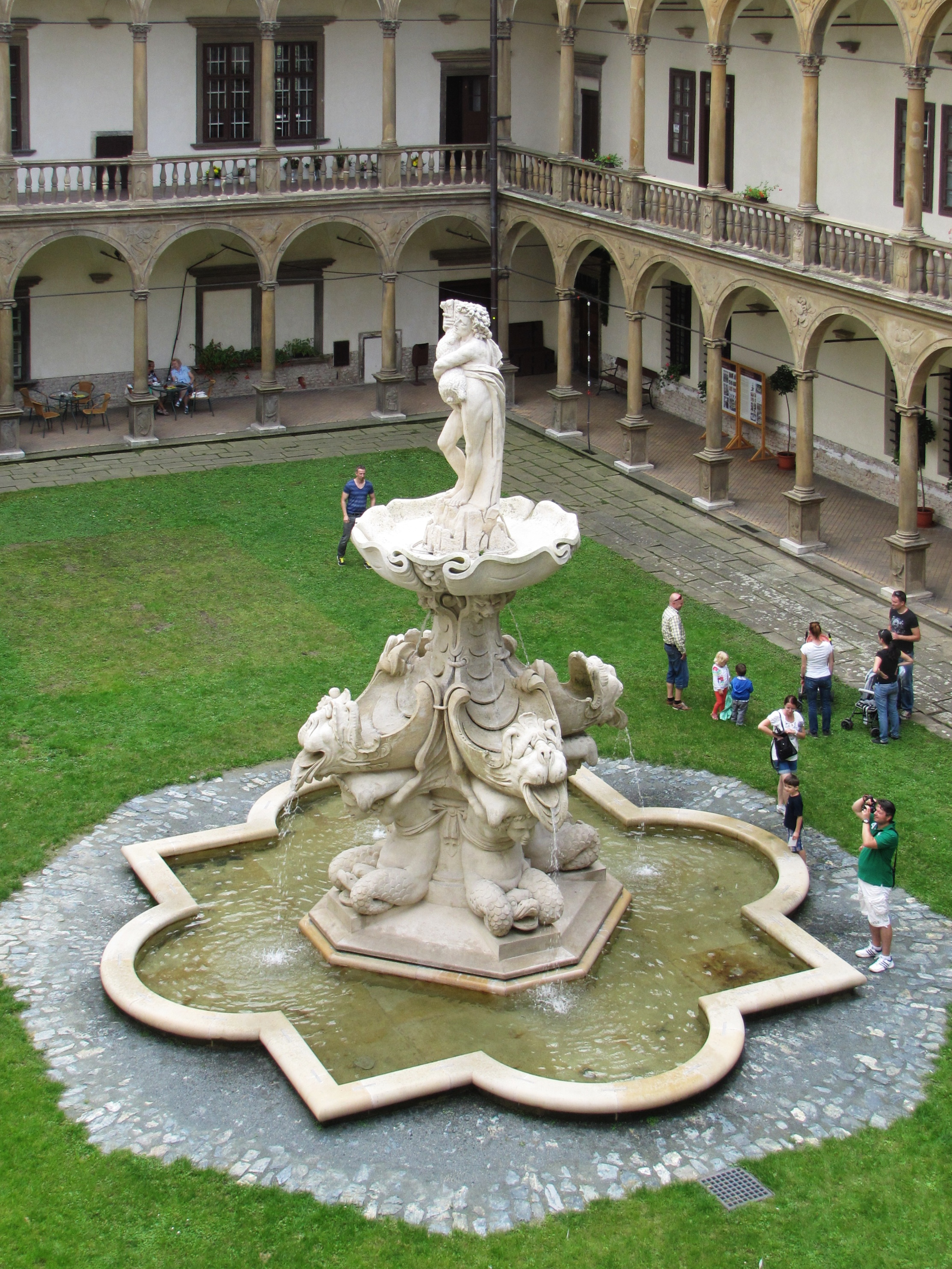
Fontana di Bacco

## Il castello di Bučovice
Si tratta di un castello rinascimentale con corte interna porticata, la cui costruzione fu ultimata nel 1583 su progetto di Jacopo Strada.
Accanto alle opere fini di scalpellino, il castello ha un notevole valore per le uniche decorazioni pittoriche e di stucco degli interni.  All'interno sono degni di nota anche gli arredi e la mobilia d'epoca.
Un grande giardino all'italiana è annesso al castello.